# TSV Schilksee
TSV Schilksee is een Duitse voetbalclub uit Kiel, die in het begin uitkwam in de Regionalliga Nord en werd opgericht in 1947. De club speelt zijn thuiswedstrijden in de Jürgen-Lüthje-Arena. In 2015 promoveerde de club naar de Regionalliga, maar werd daar laatste en degradeerde meteen weer. In het seizoen 2018/19 trok de club zich terug uit de Oberliga Schleswig-Holstein. Daarna heeft de club geen team meer aangemeld.